# Hochspeyer
Hochspeyer är en kommun och ort i Landkreis Kaiserslautern i förbundslandet Rheinland-Pfalz i Tyskland.
Kommunen ingår i kommunalförbundet Verbandsgemeinde Enkenbach-Alsenborn tillsammans med ytterligare sju kommuner.